# Gibbet Hill
Gibbet Hill è un racconto di Bram Stoker, pubblicato su un supplemento natalizio del Daily Express, nel 1890, sette anni prima dell'uscita di Dracula. Il racconto era andato perduto ed è stato ritrovato nella Biblioteca nazionale d'Irlanda da Brian Cleary.

## Storia editoriale
Il racconto è stato pubblicato per la prima volta nel 1890, sul supplemento di Natale del Daily Express; da allora dell'opera si perse memoria e non fu più ripubblicata fino a quando, Brian Cleary, farmacista e residente a Marino, lo stesso quartiere di Dublino dove nacque Bram Stoker non lo riscoprì. Grande ammiratore dell’autore, Cleary, dopo un intervento chirurgico nel 2022, ha deciso di prendersi un anno sabbatico. Con il tempo libero, ha iniziato a frequentare la Biblioteca Nazionale, lavorando a un progetto per un romanzo storico su Stoker e altri personaggi reali. Durante queste ricerche, si è imbattuto in Gibbet Hill.
Dopo settimane di studio degli archivi della stampa britannica su Stoker, Cleary ha scoperto una pubblicità nell’edizione di Dublino del Daily Express del primo gennaio 1891, che menzionava racconti e articoli presenti in un supplemento natalizio del 17 dicembre 1890. Seguendo questa traccia, è riuscito a risalire al supplemento e, infine, al racconto. Come confermato dalla direttrice della biblioteca, Audrey Whitty, al New York Times, nemmeno gli studiosi erano a conoscenza di Gibbet Hill.
Gibbet Hill (lett. "collina del patibolo") è una storia inventata, ma si svolge su una collina realmente esistente nel Surrey, a sud-ovest di Londra. Questo luogo è noto per un tragico episodio avvenuto alla fine del Settecento, quando un marinaio fu ucciso da tre individui, i quali furono poi catturati e giustiziati proprio sulla collina. A memoria dell'accaduto si trova un cippo commemorativo.
Il racconto è stato ripubblicato in lingua inglese il 26 ottobre 2024 da The Rotunda Foundation.

## Trama
Un uomo si avventura sulla collina per una passeggiata e incontra tre bambini dall'aria sinistra, un maschietto inglese e due femmine di nazionalità indiana che, nei boschi circostanti, compiono un sinistro rituale.

## Edizioni
- Bram Stoker, Gibbet Hill, in Daily Express, Dublino, 17 dicembre 1890.
- (EN) Bram Stoker, Gibbet Hill, Dublino, The Rotunda Foundation, 2024, ISBN 9781068781308.
- Bram Stoker, Gibbet Hill, a cura di Enrico De Luca, Caravaggio Editore, 2024, ISBN 9791281725232.